# Pisarovo
Pisarovo (bulgariska: Писарово) är ett distrikt i Bulgarien.   Det ligger i kommunen Obsjtina Iskăr och regionen Pleven, i den nordvästra delen av landet, 110 km nordost om huvudstaden Sofia.
Trakten runt Pisarovo består till största delen av jordbruksmark. Runt Pisarovo är det ganska glesbefolkat, med 47 invånare per kvadratkilometer.